# Іде (Кіото)

Іде́ (яп. 井手町, いでちょう, МФА: [ide t͡ɕoː]?) — містечко в Японії, в повіті Цудзукі префектури Кіото.  Отримало статус містечка 1958 року. Площа становить 18,02 км². Станом на 1 жовтня 2017 року населення складало 7661  осіб, густота населення — 425 осіб/км².   